# 杜銘哲
杜銘哲（Voyu Tosku，1959年7月7日—），台灣歌手，阿里山鄒族人，出生於嘉義縣大埔鄉，獵戶座樂團成員。是臺灣白色恐怖時期受難者高一生的外甥。因眉眼濃密深情，外貌似孫中山，經常獲邀喬裝模仿國父。

## 基本信息
杜銘哲，除了擅長音樂創作，同時也是一位男高音歌手，與舉世聞名的俄國男高音VITAS，有相同的音域（海豚音），2008年參加中國大陸央視星光大道，獲得季軍。
- 70年代初曾組UFO合唱團，開始流行樂手生涯，
- 九零年代擔任名噪壹時的台中地窖JAZZ PUB節目企劃及貝士手，目前仍是搖滾華納及男子漢樂團的鍵盤手。
- 資深樂手(外號—國父)善長鍵盤貝士吉他等樂器亦是壹位超高音男歌手
- 九0年代擔任台中<地窖JAZZ PUB>節目企劃及貝士手目前擔任搖滾華納樂團團長及鍵盤手多年來亦常與外籍樂手合作。
- 2005年成立<山中山音樂工作室>致力于編曲/作曲等音樂制作,近期完成制作的成品有:<原住民電視台山海之歌片頭曲>,<耐斯集團王子飯店形象音樂CD制作>,阿里山鄉新美國小<聽見天使><立委孔文吉競選戰歌>作曲,<兒童英文百老彙歌舞劇音樂制作>等...

- 2008年台灣流行音樂原創大賽榮獲佳作